# تكرار (خط)
التكرار عند أهل الكتابة أو التكرر، ويقال له الزيادة، هو إعادة كتابة حرف أو كلمة سهوا، ويسمى الحرف مكررا وكلمة الزائدة (ويرمز لها بحرف ز)، وضرب الخط على الحرف المكرر يسمى في عرف الموثقين بالتمريض. تكرار الحرف مرتين يقال له باليونانية ديتغرافيا أي التثنية الخطية.